# Meilgaard
Meilgaard er en gammel hovedgård, som nævnes første gang i 1345. Gården ligger i Glesborg Sogn i Norddjurs Kommune. Hovedbygningen er opført i 1573, men er øget med en etage i 1888-1891. Bygningen blev 26. februar 2003 raseret af en brand, men er genopført  2004-2006.
Meilgård Gods er på 2073 hektar med Østergaard og Birkelund.

## Ejere af Meilgård
- (1340-1345) Niels Griis
- (1345-1370) Vogn Pedersen
- (1370-1390) Peder Markvardsen Skjernov
- (1390-1440) Markvard Pedersen Skjernov
- (1440-1461) Markvard Markvardsen Skjernov
- (1461-1476) Enke Fru Skjernov
- (1476-1480) Iver Andersen Skjernov
- (1480-1499) Markvard Iversen Skjernov
- (1499-1540) Niels Markvardsen Skjernov
- (1540) Niels Nielsen Skjernov
- (1540-1560) Niels Markvardsen Skjernov
- (1560-1565) Dorte Nielsdatter Tornekrands gift Skjernov
- (1565-1577) Axel Sørensen Juul
- (1577-1589) Absalon Axelsen Juul
- (1589-1604) Ove Axelsen Juul
- (1604-1613) Frands Ovesen Juul
- (1613-1619) Jørgen Kaas
- (1619-1634) Dorte Frandsdatter Juul gift Kaas
- (1634-1663) Christoffer Bille / Steen Bille
- (1663-1681) Erik Høg Banner
- (1681-1689) Iver Juul Eriksen Høg Banner
- (1689) Helle Trolle gift (1) Høg Banner (2) Krag
- (1689-1694) Palle Krag
- (1694-1703) Adam Ernst von Pentz
- (1703-1708) Henrik Bille
- (1708-1711) Ingeborg Christine Adamsdatter von Pentz gift (1) Bille (2) Sehested
- (1711-1719) Kjeld Krag Sehested
- (1719-1720) Slægten Sehested
- (1720-1737) Poul Rosenørn
- (1737-1747) Johan Nicolaj Poulsen Rosenørn
- (1747-1752) Sophie Amalie Dyre gift (1) Rosenørn (2) von der Osten
- (1752-1769) Otto Christopher von Osten
- (1769-1783) Christian Kallager
- (1783-1800) Hans Friedrich von Brüggermann
- (1800-1804) Charlotte Dorothea Gotholdine von Körbitz gift von Brüggermann
- (1804) Peter Andreas Kolderup-Rosenvinge / P. Schandorff
- (1804-1810) Adam Christoffer von Knuth
- (1810-1823) Lars Lassen
- (1823-1839) Den Danske Stat
- (1839-1840) H.P. Hansen
- (1840-1845) Peter Carl Ferdinand de Neergaard
- (1845-1868) Christian Frederik Olsen
- (1868-1888) Christian Frederik Theophilus Alexander baron Juel-Brockdorff
- (1888-1931) Niels Joachim Christian Gregers Iuel
- (1931-1941) Christian Frederik Nielsen Iuel
- (1941-1959) Kate Harriet Ryan Treschow gift Iuel
- (1959-1986) Niels Christiansen Iuel
- (1986-) Michael Frederik Nielsen Iuel